# Wetstraatjournalistiek
Wetstraatjournalistiek is een naam die in België wordt gebruikt om politieke verslaggeving te omschrijven.
De term verwijst naar de Brusselse Wetstraat, waar zowel het Federaal Parlement van België als het kabinet van de eerste minister (Wetstraat 16) zijn gelegen.